# Hartshorne Island
Hartshorne Island ist eine Insel im westantarktischen Palmer-Archipel. Im östlichen Abschnitt der Joubin-Inseln liegt sie zwischen Dakers Island und Howard Island.
Das Advisory Committee on Antarctic Names benannte sie 1975 nach Sidney G. Hartshorne (1911–1993), Kapitän der RV Hero im Dienst der National Science Foundation auf ihrer Antarktisfahrt zur Palmer-Station im Jahr 1968.